# Stechow-Ferchesar
Stechow-Ferchesar – gmina w Niemczech w kraju związkowym Brandenburgia, w powiecie Havelland, wchodzi w skład urzędu Nennhausen.